# W-League (Australia) 2008-09

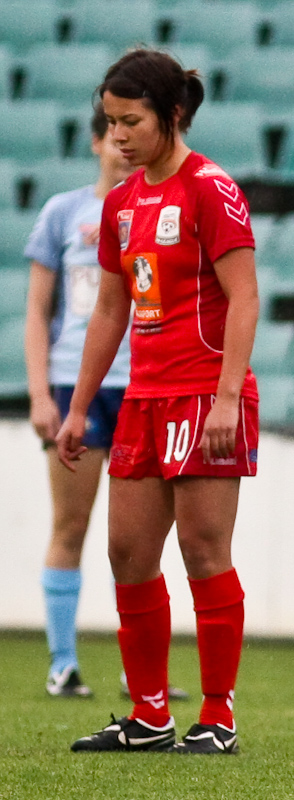
Victoria Balomenos jugando para el Adelaide United contra el Sydney FC en la ronda 10 de la W-League 08/09.

La W-League 2008-09 fue la edición inaugural de la W-League, la máxima categoría del fútbol femenino en Australia. Participaron 8 equipos en diez jornadas y una fase final de eliminatorias a la que clasificaron los 4 primeros equipos de la temporada regular.
El Queensland Roar se consagró campeón de la fase regular y del campeonato al ganar la Grand Final contra el Canberra United por 2 a 0.

## Equipos
| Equipo                 | Ciudad    | Estadio                | Capacidad |
| ---------------------- | --------- | ---------------------- | --------- |
| Adelaide United        | Adelaida  | Hindmarsh Stadium      | 16.500    |
| Canberra United FC     | Canberra  | McKellar Park          | 3.500     |
| Central Coast Mariners | Gosford   | Parramatta Stadium     | 24.000    |
| Melbourne Victory      | Melbourne | Bob Jane Stadium       | 12.000    |
| Newcastle Jets         | Newcastle | Wanderers Oval         | 1.000     |
| Perth Glory            | Perth     | Members Equity Stadium | 20.500    |
| Queensland Roar        | Brisbane  | Ballymore Stadium      | 18.000    |
| Sydney FC              | Sídney    | Parramatta Stadium     | 24.000    |

## Clasificación
| Pos. | Equipo                  | Pts. | PJ | G | E | P | GF | GC | Dif. | Clasificación   |
| ---- | ----------------------- | ---- | -- | - | - | - | -- | -- | ---- | --------------- |
| 1    | Queensland Roar (T) (C) | 25   | 10 | 8 | 1 | 1 | 27 | 7  | +20  | Campeón T. Reg. |
| 2    | Newcastle Jets          | 17   | 10 | 5 | 2 | 3 | 17 | 12 | +5   | Eliminatorias   |
| 3    | Canberra United         | 16   | 10 | 4 | 4 | 2 | 14 | 10 | +4   | Eliminatorias   |
| 4    | Sydney FC               | 14   | 10 | 4 | 2 | 4 | 15 | 14 | +1   | Eliminatorias   |
| 5    | Melbourne Victory       | 12   | 10 | 4 | 0 | 6 | 13 | 13 | 0    |                 |
| 6    | Central Coast Mariners  | 12   | 10 | 4 | 0 | 6 | 15 | 20 | −5   |                 |
| 7    | Perth Glory             | 11   | 10 | 3 | 2 | 5 | 14 | 24 | −10  |                 |
| 8    | Adelaide United         | 7    | 10 | 2 | 1 | 7 | 13 | 28 | −15  |                 |

 Fuente: Soccerway
(T) Campeón del Torneo Regular.

(C) Campeón de la temporada.

## Resultados
| Local \ Visitante      | ADL | CAN | CCM | MVC | NEW | PER | QLD | SYD |
| ---------------------- | --- | --- | --- | --- | --- | --- | --- | --- |
| Adelaide United        | —   | —   | 0–6 | 0–3 | 3–2 | 1–3 | —   | 3–2 |
| Canberra United FC     | 0–0 | —   | 1–2 | 3–2 | —   | —   | 1–1 | 1–1 |
| Central Coast Mariners | —   | 0–3 | —   | 2–0 | 2–4 | 3–1 | 0–5 | —   |
| Melbourne Victory      | —   | 0–1 | 2–0 | —   | 1–0 | 3–0 | 1–3 | —   |
| Newcastle Jets         | 2–1 | 2–1 | —   | —   | —   | 4–1 | 0–2 | 2–0 |
| Perth Glory            | 3–2 | 2–2 | —   | —   | 0–0 | —   | 3–5 | 0–4 |
| Queensland Roar        | 4–1 | 0–1 | 2–0 | 2–0 | —   | —   | —   | 3–0 |
| Sydney FC              | 3–2 | —   | 2–0 | 2–1 | 1–1 | 0–1 | —   | —   |

## Eliminatorias
Los cuatro primeros equipos de la temporada regular compiten por el título del campeonato.
|  | Semifinales | Semifinales     | Semifinales |                 |   | Grand Final     | Grand Final | Grand Final |  |
|  |             |                 |             |                 |   |                 |             |             |  |
|  |             |                 |             |                 |   |                 |             |             |  |
|  | 1           | Queensland Roar | 1 (5)       |                 |   |                 |             |             |  |
|  | 1           | Queensland Roar | 1 (5)       |                 |   |                 |             |             |  |
|  | 4           | Sydney FC       | 1 (4)       |                 |   |                 |             |             |  |
|  | 4           | Sydney FC       | 1 (4)       |                 | 1 | Queensland Roar | 2           |             |  |
|  |             |                 |             |                 | 1 | Queensland Roar | 2           |             |  |
|  |             |                 | 2           | Canberra United | 0 |                 |             |             |  |
|  | 2           | Newcastle Jets  | 2           | Canberra United | 0 | 0               |             |             |  |
|  | 2           | Newcastle Jets  |             |                 |   | 0               |             |             |  |
|  | 3           | Canberra United | 1           |                 |   |                 |             |             |  |
|  | 3           | Canberra United | 1           |                 |   |                 |             |             |  |
|  |             |                 |             |                 |   |                 |             |             |  |

### Semifinales
| 10 de enero de 2009 | Queensland Roar | 1:1 (5):(4) penales | Sydney FC |  |  |

| 11 de enero de 2009 | Newcastle Jets | 0:1 | Canberra United |  |  |

### Final
| 17 de enero de 2009 | Queensland Roar | 2:0 | Canberra United |  |  |

| Campeón         |
| Queensland Roar |
| 1.° título      |

## Goleadoras
Goleadoras durante la fase regular.
| Posición | Jugadora         | Equipo                 | Goles |
| -------- | ---------------- | ---------------------- | ----- |
| 1        | Leena Khamis     | Sydney FC              | 7     |
| 2        | Courtney Beutel  | Queensland Roar        | 6     |
| 2        | Katie Gill       | Newcastle Jets         | 6     |
| 4        | Lana Harch       | Queensland Roar        | 5     |
| 4        | Kyah Simon       | Central Coast Mariners | 5     |
| 6        | Lauren Colthorpe | Queensland Roar        | 4     |
| 6        | Caitlin Munoz    | Canberra United FC     | 4     |
| 6        | Sandra Scalzi    | Adelaide United        | 4     |
| 6        | Marianna Tabain  | Perth Glory            | 4     |

## Premios
- Jugadora del Año: Lana Harch (Queensland Roar)
- Portera del Año: Melissa Barbieri (Melbourne Victory)
- Botín de Oro: Leena Khamis (Sydney FC), 7 goles
- Gol del Año: Marianna Tabain (Perth Glory), Fecha 9
- Premio al Hat-trick: Sandra Scalzi (Adelaide United), Fecha 2
- Premio al Juego Limpio: Queensland Roar
- Árbitra del Año: Jacqui Melksham
- Entrenador del Año: Jeff Hopkins (Queensland Roar)